# Макар'євське сільське поселення
Макар'євське сільське поселення (рос. Макарьевское сельское поселение) — адміністративна одиниця у складі Котельницького району Кіровської області Росії. Адміністративний центр поселення — село Макар'є.

## Історія
Станом на 2002 рік на території сучасного поселення існували такі адміністративні одиниці:
- Заріченський сільський округ (селище Зарічний, присілки Вагіни, Великий Содом, Надієви, Тренічі, Чернятьєвська)
- Курінський сільський округ (село Куріно, присілки Аникіни, Верхні Ципухіни, Волковщина, Ігошата, Нижні Ципухіни, Рогачовщина)
- Макар'євський сільський округ (село Макар'є, присілки Барановщина, Криницини, Логінови, Оса)

Поселення було утворене згідно із законом Кіровської області від 7 грудня 2004 року № 284-ЗО у рамках муніципальної реформи шляхом перетворення та об'єднання Заріченського, Курінського та Макар'євського сільських округів.

## Населення
Населення поселення становить 1039 осіб (2017; 1073 у 2016, 1119 у 2015, 1134 у 2014, 1199 у 2013, 1221 у 2012, 1284 у 2010, 1869 у 2002).

## Склад
До складу поселення входять 15 населених пунктів:
| Населений пункт           | Населення, осіб (2002) | Населення, осіб (2010) |
| ------------------------- | ---------------------- | ---------------------- |
| Аникини, присілок         | 50                     | 23                     |
| Барановщина, присілок     | 0                      | -                      |
| Вагіни, присілок          | 0                      | 0                      |
| Великий Содом, присілок   | 0                      | 0                      |
| Верхні Ципухіни, присілок | 0                      | 0                      |
| Волковщина, присілок      | 0                      | 0                      |
| Зарічний, селище          | 133                    | 54                     |
| Ігошата, присілок         | 1                      | -                      |
| Криницини, присілок       | 0                      | -                      |
| Курино, село              | 260                    | 111                    |
| Логінови, присілок        | 3                      | 1                      |
| Макар'є, присілок         | 1216                   | 1033                   |
| Надієви, присілок         | 2                      | 0                      |
| Нижні Ципухіни, присілок  | 5                      | 0                      |
| Оса, присілок             | 115                    | 27                     |
| Рогачовщина, присілок     | 27                     | 15                     |
| Треничі, присілок         | 29                     | 10                     |
| Чернятьєвська, присілок   | 28                     | 10                     |